# Okrug Nové Zámky
Okrug Nové Zámky (slovački: Okres Nové Zámky) nalazi se u zapadnoj Slovačkoj u Nitranskom kraju.  U okrugu živi 134 231 stanovnika (2011.: 59,5% Slovaka i 38,3% Mađara), dok je gustoća naseljenosti 99,64 stan/km². Ukupna površina okruga je 1347,03 km². Glavni grad okruga Nové Zámky je istoimeni grad Nové Zámky s 36 002 stanovnika.

## Stanovništvo
| Godina:     | 1994.   | 2004.   | 2014.   | 2024.   |
| ----------- | ------- | ------- | ------- | ------- |
| Broj ljudi: | 152 674 | 148 001 | 142 317 | 134 231 |
| Razlika:    |         | −3,06 % | −3,84 % | −5,68 % |

| Godina:     | 2023.   | 2024.   |
| ----------- | ------- | ------- |
| Broj ljudi: | 135 003 | 134 231 |
| Razlika:    |         | −0,57 % |

## Gradovi
- Nové Zámky
- Štúrovo
- Šurany

## Općine
| - Andovce - Bajtava - Bánov - Bardoňovo - Belá - Bešeňov - Bíňa - Branovo - Bruty - Čechy - Černík - Dedinka - Dolný Ohaj - Dubník - Dvory nad Žitavou - Gbelce - Hul - Chľaba - Jasová - Jatov | - Kamenica nad Hronom - Kamenín - Kamenný Most - Kmeťovo - Kolta - Komjatice - Komoča - Leľa - Lipová - Ľubá - Malá nad Hronom - Malé Kosihy - Maňa - Michal nad Žitavou - Mojzesovo - Mužla - Nána - Nová Vieska - Obid - Palárikovo | - Pavlová - Podhájska - Pozba - Radava - Rastislavice - Rúbaň - Salka - Semerovo - Sikenička - Strekov - Svodín - Šarkan - Trávnica - Tvrdošovce - Úľany nad Žitavou - Veľké Lovce - Veľký Kýr - Vlkas - Zemné |